# カール・ラウプ
カール・ラウプ（Karl Raupp、1837年3月2日 - 1918年6月14日）は、ドイツの画家。キーム湖をテーマにした作品は19世紀のヨーロッパにおいて複製画として人気を博した。

## 略歴
ダルムシュタットで生まれた。ダルムシュタットの画家、アウグスト・ルーカスに学んだ後、1856年からフランクフルトの美術学校(Städelschen Institut zu Frankfurt)に移り、ヤーコブ・ベッカーに学んだ。1860年から1865年までミュンヘン美術院でカール・フォン・ピロティに学んだ。卒業後はスタジオを開き、小さい美術学校を開いた。
1868年にニュルンベルクの工芸学校(Kunstgewerbeschule Nürnberg)の教授に任じられ、1879年までニュルンベルクの教授を続けた後、ミュンヘン王立工芸学校（Königliche Kunstgewerbeschule München）で教えた。
自然のなかの人物を得意のテーマとし、1869年からバイエルン州のキーム湖の周辺の漁師や農民、風景を多く描いた。「キーム湖のラウプ」という異名を得て、キーム湖の島の一つ、フラウエンキームゼーは多くの画家が訪れ、絵を描く場所になった。

## 作品

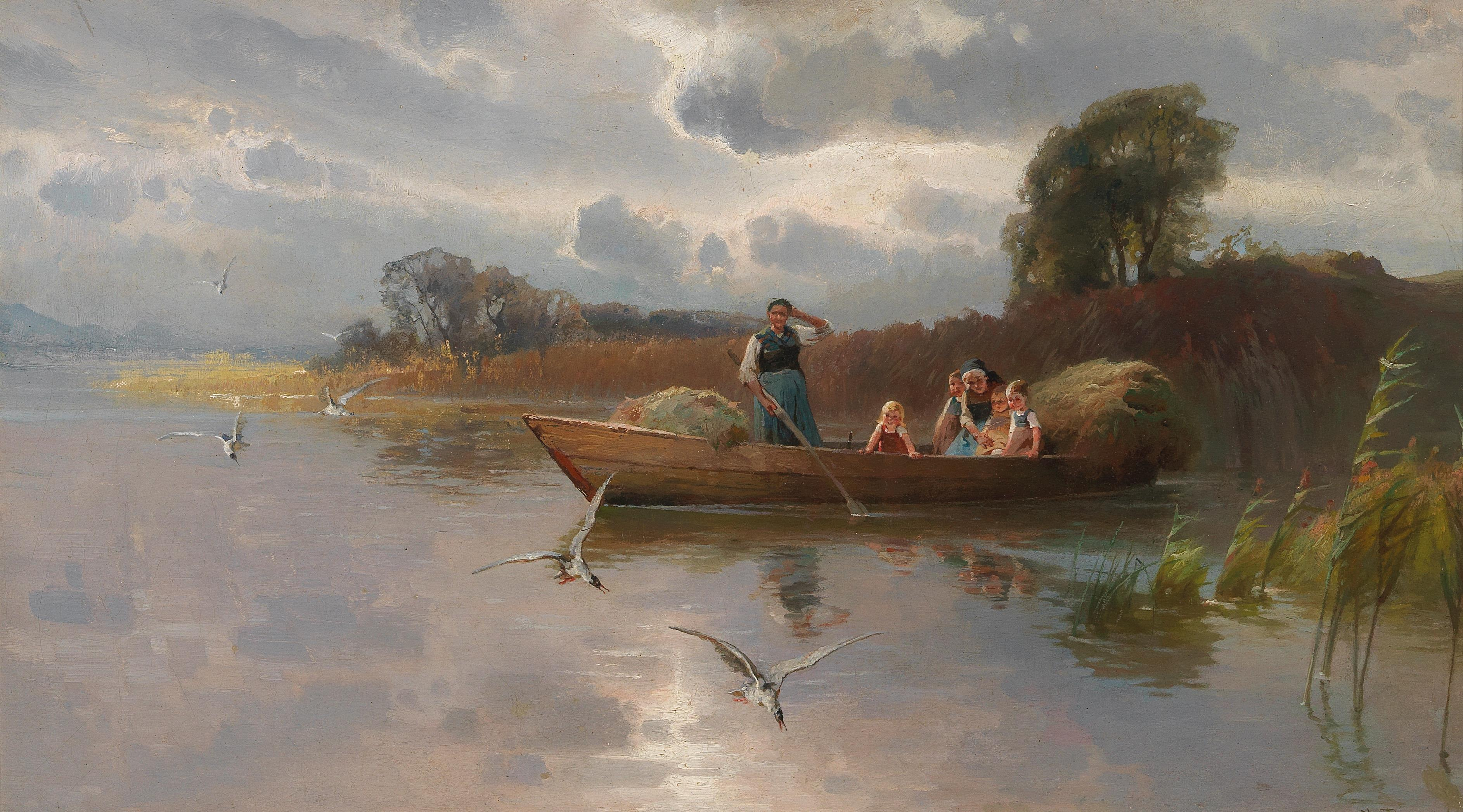
「キーム湖の牧草を積んだ船」
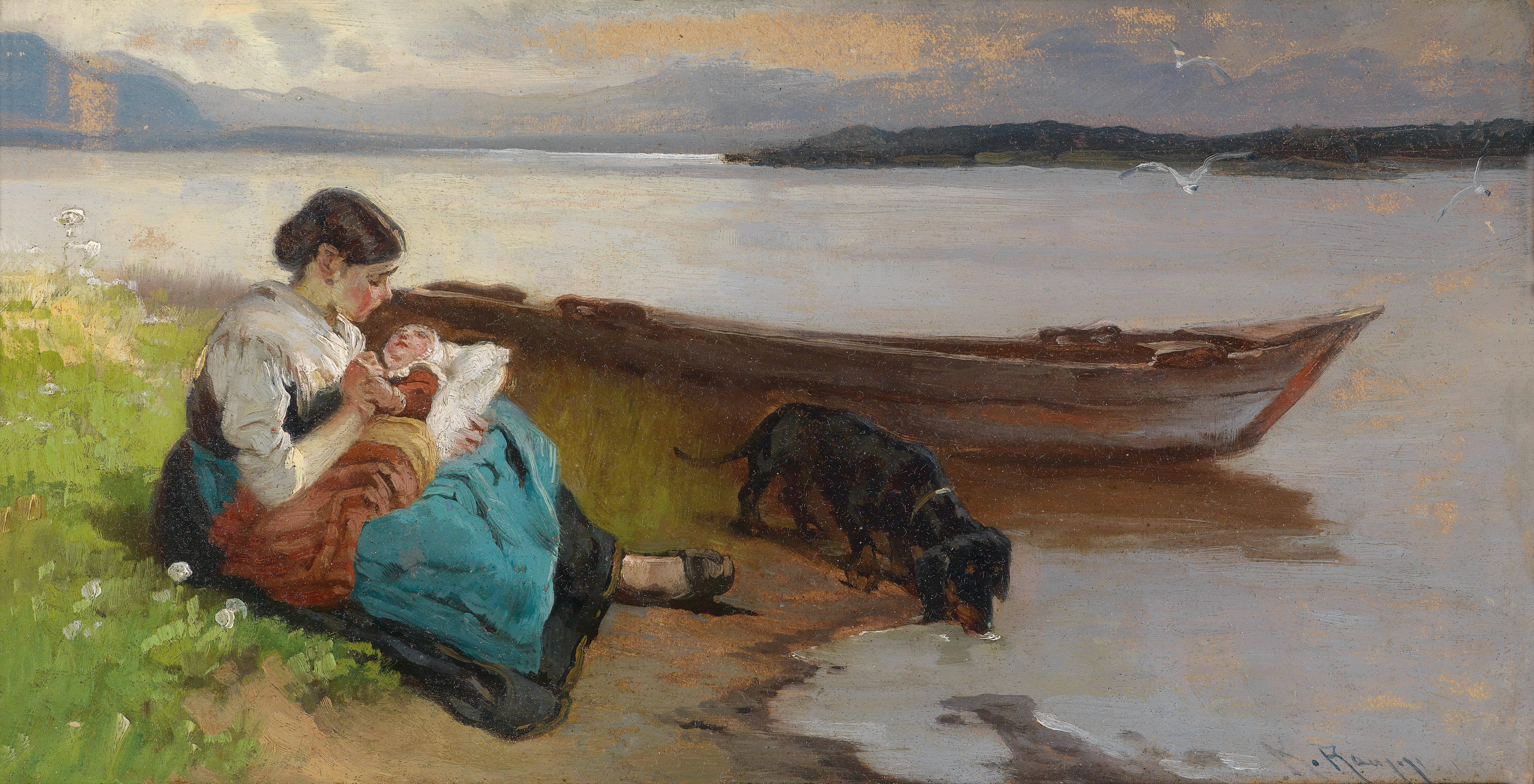
「湖畔の母子」
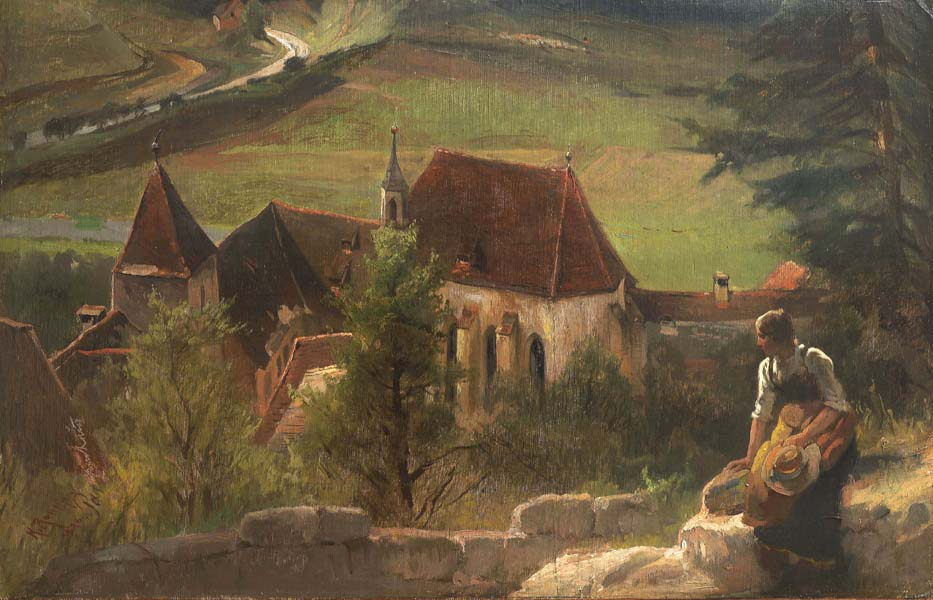
「パッペンハイムの修道院」

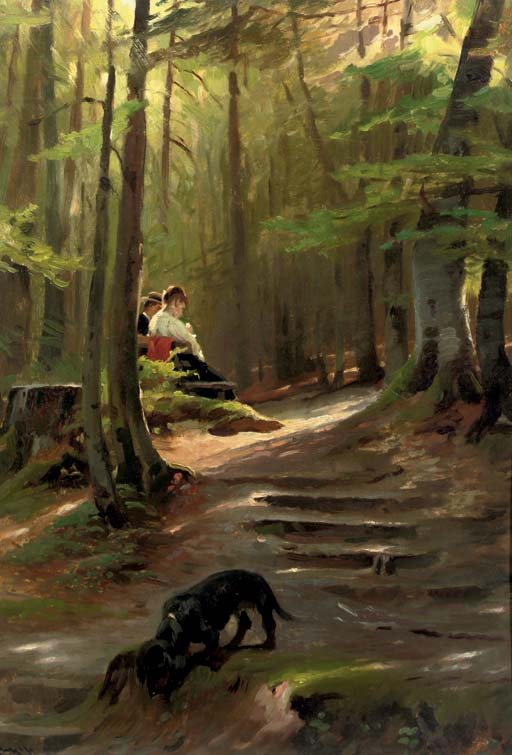
森の陽だまりで騒ぐ犬
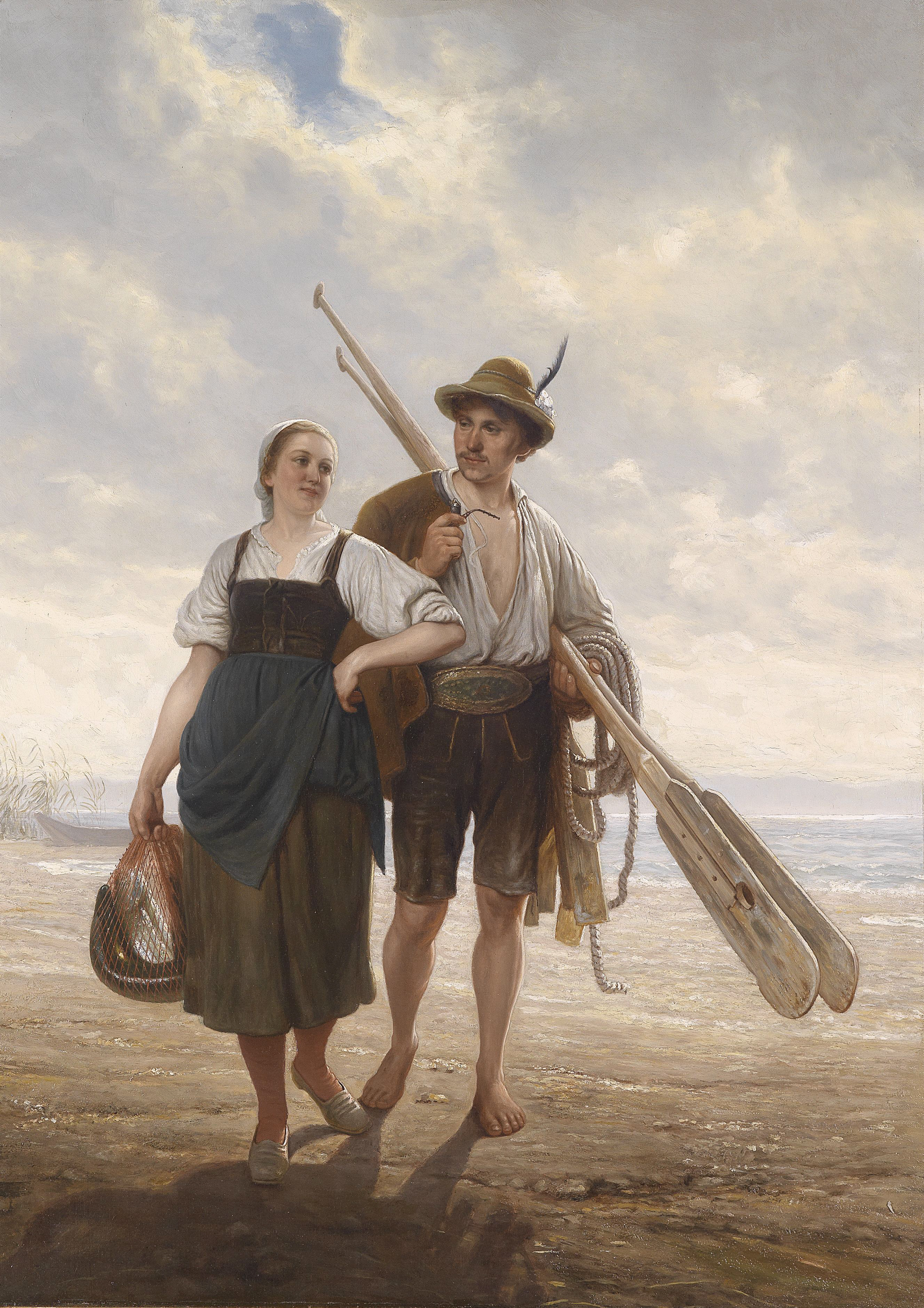
キーム湖の漁師
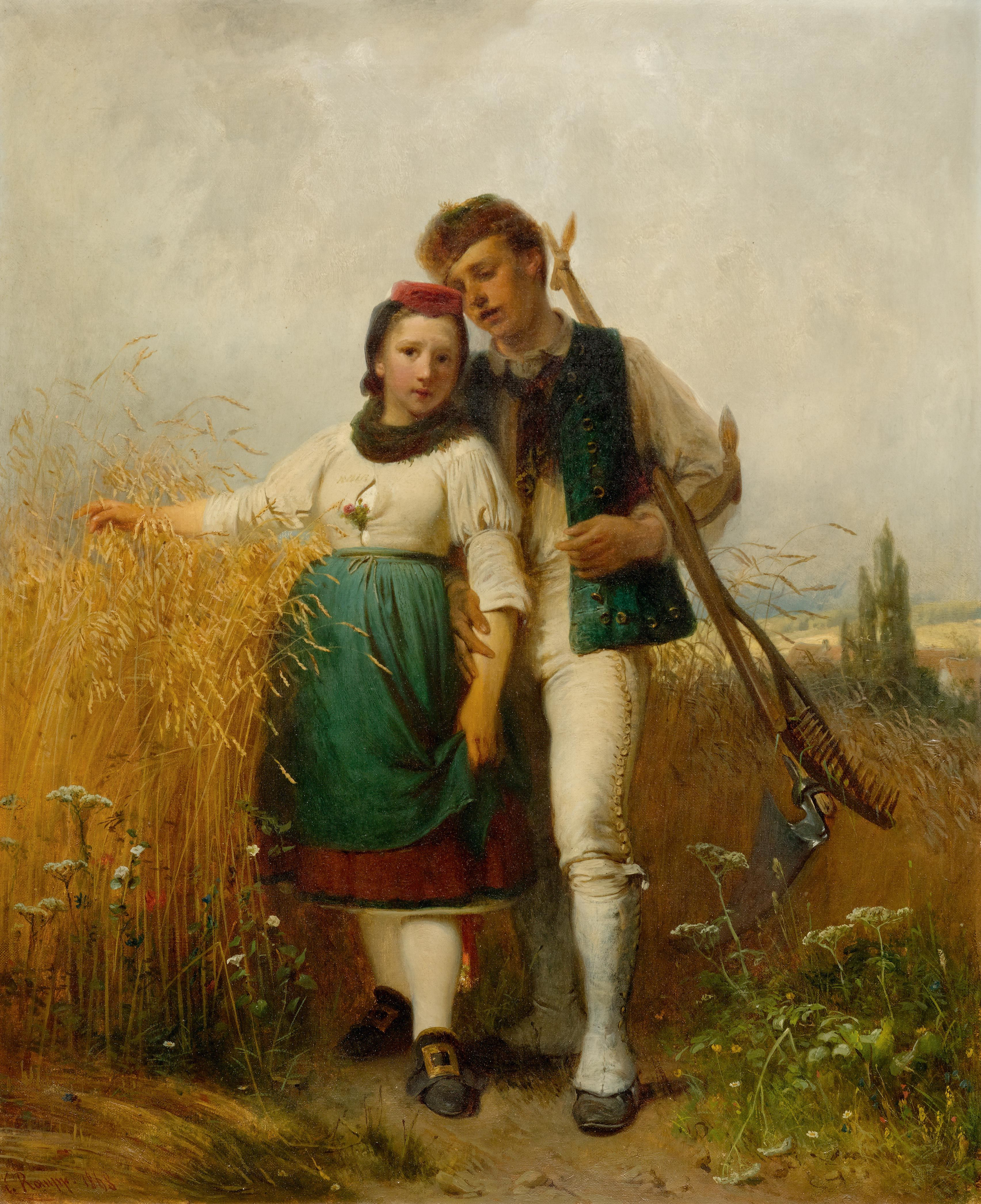
若い農夫たち (1868)
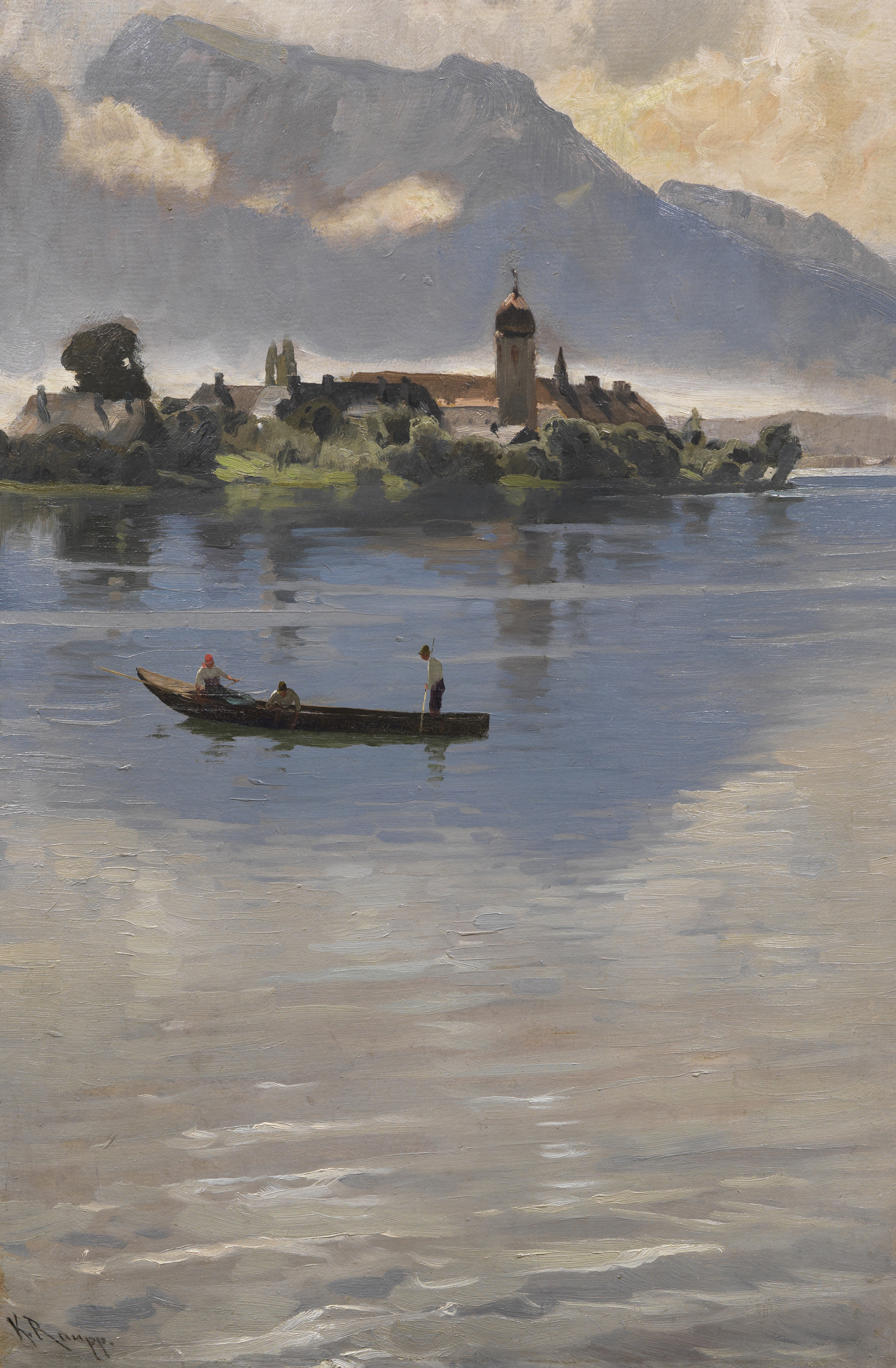
キーム湖の船旅